# 양산 대성암 감지금은니대방광불화엄경
양산 대성암 감지금은니대방광불화엄경(梁山 大成庵 紺紙金銀泥大方廣佛華嚴經)은 대한민국 경상남도 양산시 하북면 용연리, 대성암에 있는 고려시대의 화엄경이다.
2003년 9월 18일 경상남도의 유형문화재 제390호 양산 대성암 소장 감지금은니대방광불화엄경으로 지정되었다가, 2018년 12월 20일 현재의 명칭으로 변경되었다. 경상남도 고시 제2022-374호 <경상남도 유형문화재 및 문화재자료 지정 해제 고시> 2022.7.21

## 개요
본 사경은 진본(晉本) 60권중 49권의 입법계품(入法界品)에 해당하는 내용이다. 두루마리 형식의 권자본(卷子本)으로 표지의 금니보상당초화문(金泥寶相唐草華文)을 포함하여 총 18지(紙)가 연결되어 있다.
권두의 표지부분은 4륜(輪)의 금니보상당초화문이 장식되어 있고, 가장자리 사방(四方)에는 2조의 금선으로 테두리를 두르고 있다. 표지의 향좌측 상단에는 세로로 긴 장방형의 이중 윤곽선 안에 금자로 「대방광불화엄경권제사십구(大方廣佛華嚴經卷第四十九)」라고 기술하고 있으며, 그 아래쪽 하단에는 원형 테두리 내에 진본(晉本)임을 표시하는 「진(晉)」이라는 금자(金字)가 적혀 있다. 그리고 권말(卷末)에는 「천력2년기사오월(天曆二年己巳五月) 일사주지대사(日寺住持大師) 향여보질서(向如補秩書)」라는 금자명이 있어, 고려 충숙왕 16년, 즉 천력(天曆) 2년(1329)에 향여(向如) 스님이 보서(補書)하였음을 알 수 있다.
본문의 각 행간은 금선으로 구획하고, 1행마다 17자씩 배열하고 있다. 표지에 해당하는 제1지는 본문에 비해 비교적 감색이 짙게 염색된 편이다. 제2지는 감지금자(紺紙金字)로, 제1지에 비해 감색의 농도가 엷은 편이다. 제3지∼제18지까지는 감지은자인데, 특히 제4지의 경우는 산화된 은자(銀字) 위에 2/3정도 다시 은자(銀字)로 가필한 흔적이 보이며, 제5·6지의 경우에도 1/10정도 은자(銀字)의 가필흔이 확인된다. 그리고 제15·16·17지의 경우 은자(銀字)의 글자 주변에 번진 유분흔이 있다. 전체적으로 제1지와 제18지는 배접이 비교적 두껍게 처리되었으며, 염색의 농도로 미루어 동일한 재질로 판단되며, 그 외 제4지∼제6지와 제8지∼제13지는 배접이 안된 얇은 상태이며, 감색의 농도 또한 엷은 편으로 미루어 보아 동일한 재질로 판단된다. 그리고 제14지는 글자 주변에 번진 자국이 없으며, 염색의 농도는 짙은 편이다.

## 문화재 지정사유
권말에 "天歷二年己巳五月 日寺住持大師 向如補秩書"라는 금자명을 통해 天歷2年(1329)에 覺海大師 向如가 補書하였음을 알 수 있다.
본 사경은 권두부터 권말에 이르기까지 전부 동일한 서체가 아니고 크게 두 종류로 구분되는 점으로 보아 아마도 1329년에 보수 가필한 흔적으로 추정된다. 그리고 은니가 산화된 부분의 經句는 다시 은니를 가필하고 있어 산화된 부분과 가필한 부분이 확연하게 차이를 보인다. 원래의 상태를 전부 갖추지 못한 점이 보이나, 고려시대 사경 연구에 중요한 자료적 가치가 있다고 판단되어, 도 유형문화재로 보존함이 옳다고 사료된다.

## 해제사유
정기조사 결과, 장기간 경상남도에 소재하고 있지 않은 문화재로 확인되어 경상남도 지정문화재로서 가치가 상실되었으므로 지정 해제함.

## 참고 자료
- 양산 대성암 감지금은니대방광불화엄경 - 국가유산청 국가유산포털